# My Best Friend's Birthday
Pour les articles homonymes, voir My Best Fiend.
Pour plus de détails, voir Fiche technique et Distribution.
My Best Friend's Birthday est un film américain inachevé de Quentin Tarantino tourné en 1987. Il a été écrit par Tarantino et Craig Hamann avec qui il travaillait à Video Archives. Hamann avait écrit, dès 1984, un premier scénario d'une trentaine de pages. Ensemble, ils réécrivent le script qui se développe en 80 pages.
Ils rassemblent ensuite un budget de 5 000 $ et commencent à tourner en format 16 mm. Le tournage s'étend ensuite sur plusieurs années. Hamann et Tarantino jouent également dans le film. Autre employé de Video Archives, Roger Avary a beaucoup aidé ses collègues.

## Synopsis
Mickey Burnett (Craig Hamann) se fait larguer par sa petite amie le jour de son anniversaire. Son meilleur ami, Clarence Pool (Quentin Tarantino), décide alors de se mettre en quatre pour lui faire passer la meilleure journée de sa vie.

## Fiche technique
- Titre original : My Best Friend's Birthday
- Réalisation : Quentin Tarantino
- Scénario : Craig Hamann et Quentin Tarantino
- Montage : Quentin Tarantino
- Production : Rand Vossler, Craig Hamann et Quentin Tarantino
- Image : Roger Avary, Scott McGill, Roberto A. Quezada, Rand Vossler
- Format : 1.33 : 1 - Noir et blanc
- Distribution : Super Happy Fun (distribution d'un DVD sorti en 2003)
- Durée : 69 minutes, dont 34 minutes seulement ont survécu à un incendie

## Distribution
- Craig Hamann : Mickey Burnett
- Quentin Tarantino : Clarence Pool
- Crystal Shaw : Misty
- Allen Garfield : le magnat du divertissement
- Al Harrell : Clifford
- Brenda Hillhouse : la femme
- Linda Kaye : l'ex-copine
- Stevo Polyi : le DJ
- Alan Sanborn : Nutmeg, le réceptionniste de la station de radio
- Rich Turner : Oliver Brandon
- Rowland Wafford : Lenny Otis

## Des éléments du "futur Tarantino"
De nombreux éléments du film préfigurent le travail futur de Tarantino. En effet, il a réutilisé beaucoup d'éléments dans certains de ses projets suivants, notamment dans le scénario de True Romance (1993) de Tony Scott.
- Le personnage de Clarence Worley interprété par Christian Slater dans True Romance est une « version améliorée » de celui de My Best Friend's Birthday.
- Dans le film, il y a une call girl, jouée ensuite par Patricia Arquette dans True Romance.
- Toujours dans True Romance, on retrouve un monologue interprété par Elvis Presley (joué par Val Kilmer). Tarantino, lui-même, le fait dans My Best Friend's Birthday.
- Dans une scène de My Best Friend's Birthday, Tarantino décroche son téléphone en hurlant « Helloooo Babyyyy !!!! ». Christian Slater fait pareil en appelant son ami Dick Richie dans True Romance.
- L'un des personnages travaille dans une radio qui s'appelle "K-Billy's", repris dans le premier film de Tarantino, Reservoir Dogs.
- Un personnage fait une surdose en croyant absorber de la cocaine. Il arrive une erreur similaire à Uma Thurman dans Pulp Fiction.

## Commentaires
- Des 69 minutes d'origine, seules 34 ont survécu à l'incendie du laboratoire.
- Le film n'est jamais sorti officiellement mais des extraits ont été présentés dans de nombreux festivals. La société Super Happy Fun a distribué un DVD non officiel du film en 2003.
- Brenda Hillhouse, qui joue dans My Best Friend's Birthday, interprète Gloria, l'otage des frères Gecko dans Une nuit en enfer réalisé par Robert Rodriguez et écrit par Quentin Tarantino. Elle apparaît brièvement dans Pulp Fiction, dans le rôle de la mère de Butch.
- Stevo Polyi incarne ici un disc jockey. Il est également présent dans le film Mr. Stitch : Le voleur d'âmes de Roger Avary.